# Cryptothelea acacienta
Cryptothelea acacienta is een vlinder uit de familie van de zakjesdragers (Psychidae). De wetenschappelijke naam van de soort is voor het eerst geldig gepubliceerd in 1965 door Arora & Dolla.